# Aspidosperma rigidum
Aspidosperma rigidum är en oleanderväxtart som beskrevs av Henry Hurd Rusby. Aspidosperma rigidum ingår i släktet Aspidosperma och familjen oleanderväxter. Inga underarter finns listade i Catalogue of Life.